# Raková (Rokycany)
Raková é uma comuna checa localizada na região de Plzeň, distrito de Rokycany.